# Franz Xaver Holl

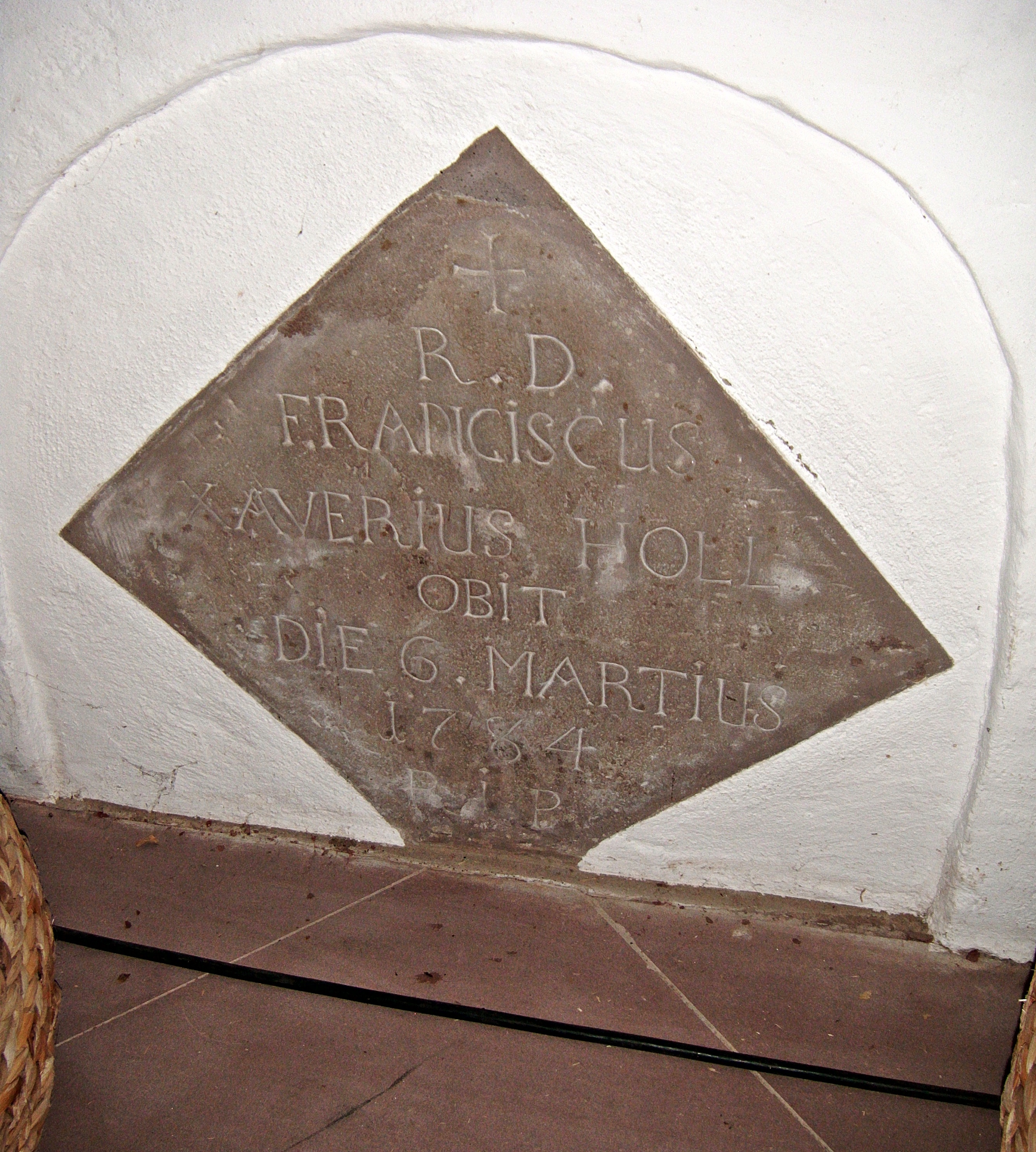
Grab, Jesuitenkirche Heidelberg

Franz Xaver Holl (* 22. November 1720 in Schwandorf; † 6. März 1784 in Heidelberg) war ein Jesuit und ordentlicher Professor für Kirchenrecht an der Universität Innsbruck sowie an der Universität Heidelberg.

## Leben und Wirken
Franz Xaver Holl wurde als Sohn des Syndikus Jacob Holl in Schwandorf geboren, auf
den Namen Wolfgang Franz de Paula getauft und besuchte die heimatliche Lateinschule. Er trat 1739 dem Jesuitenorden bei, nannte sich danach Franz Xaver und wirkte 1753–1754 als Professor der Philosophie am Jesuitenkolleg Amberg. Dann promovierte er zum Doktor iuris utriusque (beide Rechte). Er unterrichtete Kirchenrecht in Rottweil und Regensburg, von 1760 bis 1769 an der Universität Innsbruck. 1773 wurde der Jesuitenorden aufgehoben und Holl ging als Lehrer an das Lyzeum zu Neuburg an der Donau. Als Weltpriester berief man ihn 1775 an die Universität Heidelberg. Hier lehrte er bis zu seinem Tod als Professor für Kirchenrecht.
Holl verfasste mehrere theologische Bücher und gab 1779/80 in Heidelberg den 1. Band des unvollendet gebliebene Werkes Statistica ecclesiae Germanicae heraus, in dem er eine äußere Beschreibung der kirchlichen Verhältnisse Deutschlands versuchte und dazu eine große Menge an Daten zusammentrug. 1788 erschien es nochmals posthum in Mannheim. In der Allgemeinen Deutschen Biografie heißt es darüber: „Nach der vorliegenden Leistung ist zu bedauern, dass sie unvollendet blieb; Holl zeigt bereits jenen wissenschaflichen [sic] Sinn, der ein allseitiges Erfassen der Verhältnisse zur Bildung für nötig erachtet.“
Franz Xaver Holl starb 1784 in Heidelberg und wurde in der Gruft der Jesuitenkirche Heidelberg beigesetzt, wo sich sein einfaches Grab mit Epitaph erhalten hat.